# Pajarito Mesa, Novi Meksiko
Pajarito Mesa je popisom određeno mjesto u okrugu Bernalillu u američkoj saveznoj državi Novom Meksiku. Prema popisu stanovništva SAD 2010. ovdje je živjelo 579 stanovnika. Dio je albuquerqueanskog metropolitanskog statističkog područja. 

## Zemljopis
Nalazi se na 34°59′51″N 106°47′50″W / 34.99750°N 106.79722°W. Prema Uredu SAD-a za popis stanovništva, zauzima 32,40 km2 površine, sve suhozemne.
Nalazi se na zapadnoj strani doline Rio Grandea, jugozapadno od Albuquerquea.

## Stanovništvo
Prema podatcima popisa 2010. ovdje je bilo 579 stanovnika, 180 kućanstava od čega 113 obiteljskih, a stanovništvo po rasi bili su 35,8% bijelci, 0,7% "crnci ili afroamerikanci", 2,6% "američki Indijanci i aljaskanski domorodci", 0,0% Azijci, 0,0% "domorodački Havajci i ostali tihooceanski otočani", 57,9% ostalih rasa, 3,1% dviju ili više rasa. Hispanoamerikanaca i Latinoamerikanaca svih rasa bilo je 93,4%.